# Алберто Джилардино
Алберто Джилардино (на италиански: Alberto Gilardino) е италиански футболист, централен нападател.

## Биография
Роден е на 5 юли 1982 г. в Биела. Прякор Джила. Висок 1,84 м. Притежава много рязък демараж, нюх пред гола, добре играе с глава, има отбелязани голове и с трудния удар „Задна ножица“ (с такъв удар отбелязва решителен гол за ФК Парма, като помага отбора да се спаси от изпадане през сезон 2004 – 2005 г.). Започва своята футболна кариера през 1999 г. във ФК Пиаченца.
От лятото на 2008 г. е играч на Фиорентина. Участва на Световното първенство в Германия през 2006 г. като прави дебют в мача Италия-Гана (2 – 0). Във втория мач на Италия със САЩ (1 – 1) отбелязва първия си гол на Световно първенство. През 2006 г. става световен шампион с отбора на своята страна. През 2007 г. печели с Милан КЕШ. В последния квалификационен мач на Италия за световното първенство в ЮАР през 2010 г. срещу Кипър, игран на 14 октомври 2009 г. в Парма и завършил при резултат 3 – 2 за Италия отбелязва 3 гола в последните 12 минути на мача след като Кипър води с 0 – 2.

## Мачове в клубни отбори към 1 юни 2008
- 1999 – 2000, ФК Пиаченца, 17 мача, 3 гола
- 2000 – 2002, ФК Верона, 39 мача, 5 гола
- 2002 – 2005, Парма, 109 мача, 54 гола
- 2005 – 2008, Милан, 94 мача, 36 гола 94
- 2008 – Фиорентина

## Мачове в италианския национален отбор към 19 ноември 2008
- 30 мача, 10 гола